# Micrevania ivondroensis
Micrevania ivondroensis är en stekelart som först beskrevs av Pierre L. G. Benoit 1952.  Micrevania ivondroensis ingår i släktet Micrevania och familjen hungersteklar. Inga underarter finns listade i Catalogue of Life.